# UFC Fight Night: Hall vs. Silva
UFC Fight Night: Hall vs. Silva (conosciuto anche come UFC Fight Night 181, oppure UFC on ESPN+ 39, o anche UFC Vegas 12) è stato un evento di arti marziali miste tenuto dalla Ultimate Fighting Championship il 31 ottobre 2020 all'UFC APEX di Las Vegas, negli Stati Uniti.

## Risultati
|                  | Divisione               |                     |                 |                     | Metodo                                  | Round           | Tempo           | Premio          |
| Card Principale  | Card Principale         | Card Principale     | Card Principale | Card Principale     | Card Principale                         | Card Principale | Card Principale | Card Principale |
| ---------------- | ----------------------- | ------------------- | --------------- | ------------------- | --------------------------------------- | --------------- | --------------- | --------------- |
|                  | Pesi medi               | Uriah Hall          | batte           | Anderson Silva      | KO tecnico (pugni)                      | 4               | 1:24            |                 |
|                  | Pesi piuma              | Bryce Mitchell      | batte           | Andre Fili          | Decisione unanime (29-28, 30-27, 30-27) | 3               | 5:00            |                 |
|                  | Pesi massimi            | Greg Hardy          | batte           | Maurice Greene      | KO tecnico (pugni)                      | 2               | 1:12            |                 |
|                  | Pesi medi               | Kevin Holland       | batte           | Charlie Ontiveros   | KO tecnico (sottomissione allo slam)    | 1               | 2:39            | POTN            |
|                  | Pesi leggeri            | Thiago Moisés       | batte           | Bobby Green         | Decisione unanime (29-28, 29-28, 29-28) | 3               | 5:00            |                 |
| Card Preliminare |                         |                     |                 |                     |                                         |                 |                 |                 |
|                  | Pesi leggeri            | Alexander Hernandez | batte           | Chris Gruetzemacher | KO (pugni)                              | 1               | 1:46            | POTN            |
|                  | Pesi gallo              | Adrian Yanez        | batte           | Victor Rodriguez    | KO (calcio alla testa)                  | 1               | 2:46            | POTN            |
|                  | Catchweight (187.5 lbs) | Sean Strickland     | batte           | Jack Marshman       | Decisione unanime (30-27, 30-27, 30-27) | 3               | 5:00            |                 |
|                  | Catchweight (175.5 lbs) | Jason Witt          | batte           | Cole Williams       | Sottomissione (arm-triangle choke)      | 2               | 2:09            |                 |
|                  | Pesi mediomassimi       | Dustin Jacoby       | batte           | Justin Ledet        | KO tecnico (calcio alle gambe e pugni)  | 1               | 2:46            |                 |
|                  | Pesi gallo              | Miles Johns         | batte           | Kevin Natividad     | KO (pugno)                              | 1               | 2:46            | POTN            |

## Premi
I lottatori premiati ricevettero un bonus di 50.000 dollari.
Legenda:
- FOTN: Fight of the Night (vengono premiati entrambi gli atleti per il miglior incontro dell'evento)
- POTN: Performance of the Night (viene premiato il vincitore per la migliore performance dell'evento)